# Smicorhina
Smicorhina är ett släkte av skalbaggar. Smicorhina ingår i familjen Cetoniidae.
Kladogram enligt Catalogue of Life:
| Smicorhina | \| \| Smicorhina concolor \| \| \| \| \| \| Smicorhina sayi \| \| \| \| |
|            | \| \| Smicorhina concolor \| \| \| \| \| \| Smicorhina sayi \| \| \| \| |
|            | Smicorhina concolor                                                     |
|            |                                                                         |
|            | Smicorhina sayi                                                         |
|            |                                                                         |